# Myndus bolatro
Myndus bolatro är en insektsart som beskrevs av Ronald Gordon Fennah 1971. Myndus bolatro ingår i släktet Myndus och familjen kilstritar. Inga underarter finns listade i Catalogue of Life.